# 붉은가슴도요

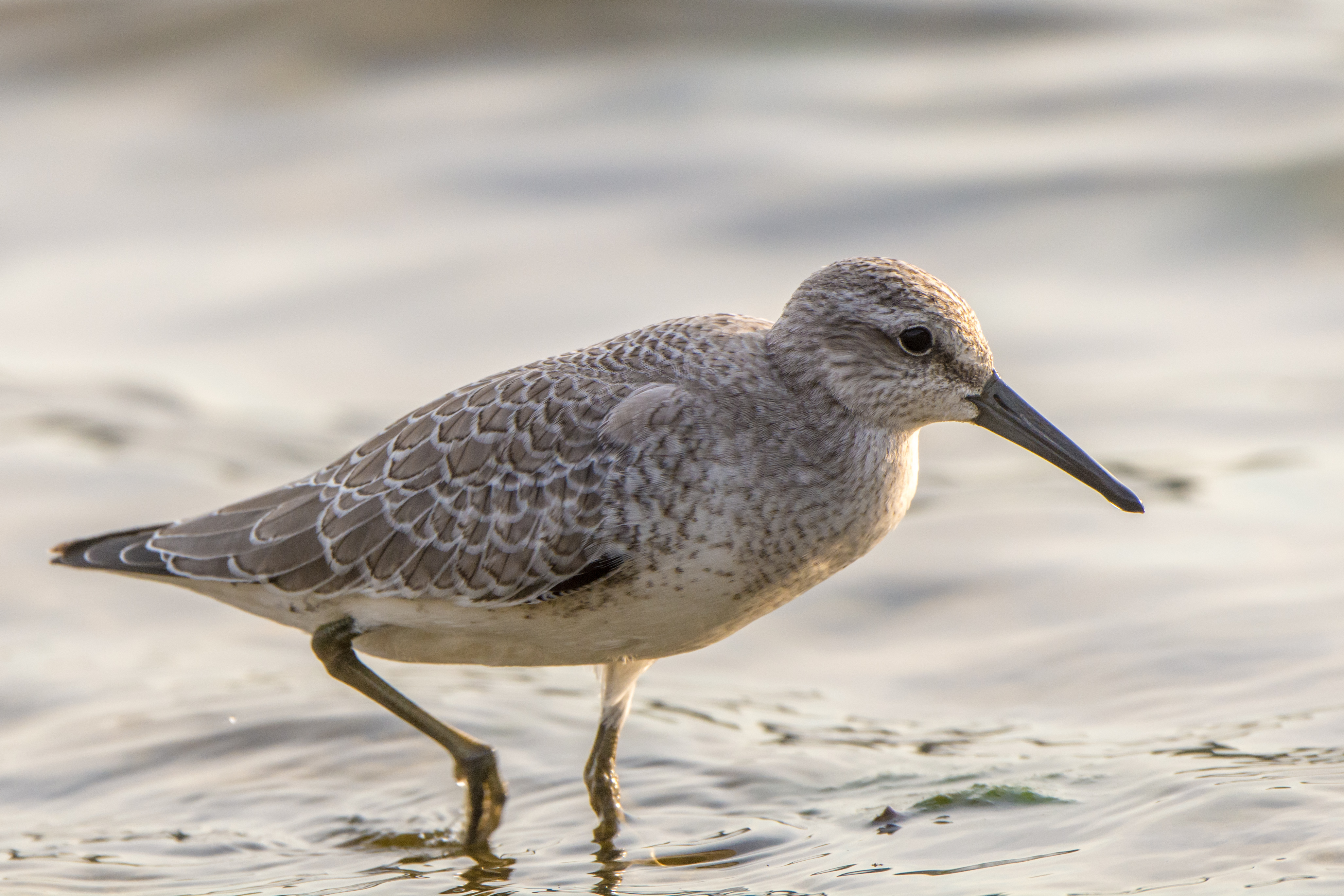
붉은가슴도요 어린새

붉은가슴도요(Calidris canutus, red knot)는 중간 크기의 섭금류이며 툰드라, 캐나다 극북부, 유럽, 러시아에서 서식한다. 6개의 아종이 식별된다.
여름깃은 몸윗면은 흑갈색이고 어깨는 적갈색이 섞여 있다. 머리부터 배까지 적갈색이다. 겨울깃은 몸윗면이 회갈색, 가슴옆과 옆구리에 반점이 있다. 어린새는 몸윗면에 비늘무늬가 있다.
짝짓기 시즌에는 절지동물, 유생을 먹이로 선호한다.

## 아종
- C. c. roselaari (Tomkovich, 1990) – (가장 큼)
- C. c. rufa (Wilson, 1813)
- C. c. canutus (Linnaeus, 1758)
- C. c. islandica (Linnaeus, 1767)
- C. c. rogersi (Mathews, 1913)
- C. c. piersmai (Tomkovich, 2001) – (가장 작음)